# Can Can/Promise You
「Can Can／Promise You 」（キャン・キャン／プロミス・ユー）は、福井舞の3枚目のシングル。2009年2月4日発売。

## 収録曲
1. Can Can
  - 作詞・作曲：Maifukui／編曲：塚崎陽平
  - TBS系『COUNT DOWN TV』2009年1月度エンディング・テーマ
2. Promise You
  - 作詞・作曲：山本加津彦／編曲：春川仁志
3. Can Can (Instrumental)
4. Promise You (Instrumental)